# Observatorio de rayos gamma Compton
El Observatorio de Rayos Gamma Compton (en inglés: Compton Gamma Ray Observatory, CGRO) fue el segundo de los Grandes Observatorios de la NASA, después del telescopio espacial Hubble, siendo lanzado el 5 de abril de 1991 a bordo de la lanzadera espacial Atlantis. El nombre de este observatorio es un homenaje al físico estadounidense Arthur Holly Compton, ganador del premio Nobel por su trabajo en el campo de la física de los rayos gamma.
Fue la mayor carga destinada a la astrofísica que había volado en ese tiempo. Tras superar con creces el tiempo de vida que se le suponía (cuatro años) falló uno de sus giroscopios, por lo que la NASA se vio obligada a estrellarlo controladamente sobre el océano Pacífico. El CGRO ardió en la atmósfera el 4 de junio de 2000.
La misión del CGRO era la de estudiar las radiaciones más energéticas del espectro electromagnético entre 20 keV y 30 GeV, para lo cual disponía de los siguientes instrumentos, ordenados de menor a mayor energía cubierta en el espectro:
- Burst And Transient Source Experiment (BATSE)
- Oriented Scintillation Spectrometer Experiment (OSSE)
- Imaging Compton Telescope (COMPTEL)
- Energetic Gamma Ray Experiment Telescope (EGRET)

Uno de los grandes éxitos del CGRO fue el descubrimiento de fuentes de rayos gamma en la Tierra, relacionadas con nubes de tormenta.
- Datos: Q41519
- Multimedia: Compton Gamma Ray Observatory / Q41519